# Jean Valentin Andreae

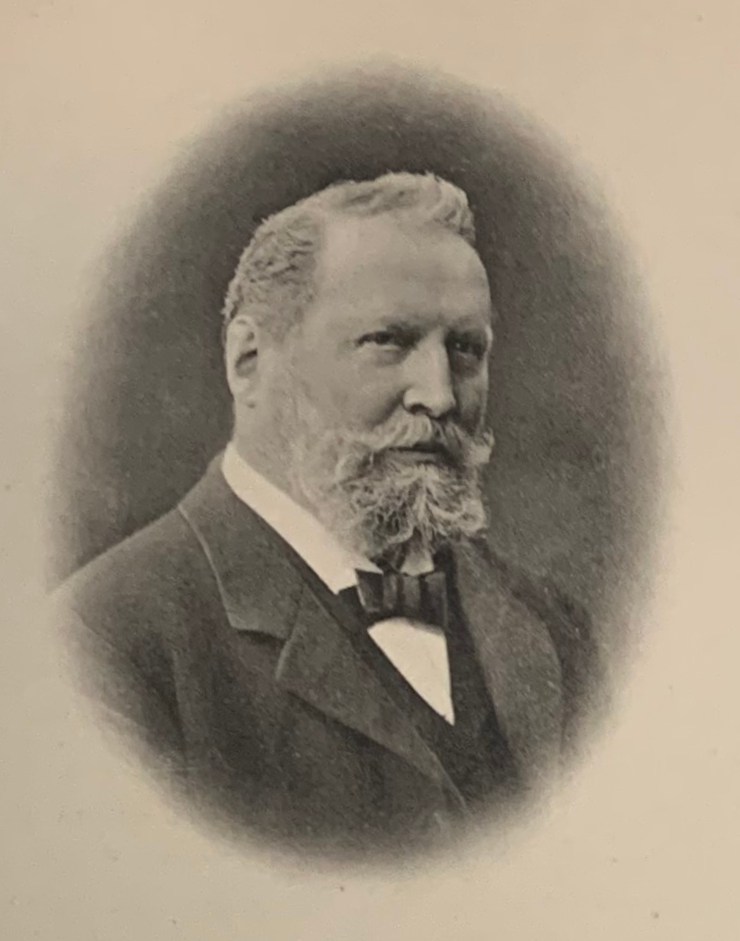
Jean Valentin Andreae

Jean Valentin Andreae (* 17. Oktober 1841; † 10. Februar 1915) war ein deutscher Bankier.

## Leben
Andreae war seit 1862 Vorstandsmitglied der Darmstädter Bank in Frankfurt am Main. 1896 wurde er Mitglied des Vorstands der Frankfurter Börse. Sein Einfluss resultierte vor allem aus der Vielzahl von Aufsichtsratsmandaten. So war er Vorsitzender des Aufsichtsrats der Chemischen Fabrik Griesheim-Elektron, der Frankfurter Localbahn AG, der Holzverkohlungs-Industrie-AG Konstanz und der Württembergischen Cattunmanufaktur in Heidenheim. Er war stellvertretender Vorsitzender des Aufsichtsrats der Degussa, der Frankfurter Gasgesellschaft, der Lechwerke Elect. AG, des Annawerks Chamotte- und Thonwerke Oeslau bei Coburg, der bayerischen Bank für Handel- und Industrie, der Banque Internationale de Bruxelles sowie Aufsichtsratsmitglied bei der Süddeutschen Bodenkreditbank in München, der Immobiliengesellschaft Mainz, der Banca Marmorosch, Blank & Co. in Bukarest, der Amsterdamschen Bank in Amsterdam, der Berg- und Metallbank Frankfurt am Main, von Kalle und Co. AG, Biebrich, des Elektrizitätswerks Homburg v. d. H. und der Zentrale für Bergwesen und der Kaliwerke AG in Kolin.
Er war 20 Jahre lang Stadtverordneter in Frankfurt am Main, Königlich Rumänischer Generalkonsul und geheimer Kommerzienrat.
Seit 1888 war er Mitglied und von 1900 bis zu seinem Tod 1915 Präsident der Frankfurter Handelskammer.